# Alexander Oelze
Alexander Oelze (* 28. November 1983 in Magdeburg) ist ein ehemaliger deutscher Handballspieler, der mittlerweile als Handballtrainer tätig ist.

## Karriere
Alexander Oelze spielte zunächst beim SC Magdeburg, wo er auch die ersten Einsätze in der Handball-Bundesliga hatte. Ab 2006 lief er für den Süd-Zweitligisten Bergischer HC auf. Drei Jahre später wechselte der 1,88 Meter große Rückraumspieler innerhalb der Liga zum Leichlinger TV, den er aber bereits im Dezember 2009 wieder verließ, als er sich dem Erstligisten HBW Balingen-Weilstetten anschloss. Ab der Saison 2010/11 spielt er wieder beim Bergischen HC, mit dem ihm 2011 und 2013 der Aufstieg in die erste Liga gelang.
Im Februar 2017 wurde der Vertrag beim BHC in gegenseitigem Vernehmen mit sofortiger Wirkung aufgelöst. Oelze schloss sich daraufhin dem Neusser HV an. Seit der Saison 2017/18 treten die Männermannschaften von Neuss und der HSG Düsseldorf als HC Rhein Vikings an. Im Februar 2019 wechselte er aus der 2. Handball-Bundesliga in die Regionalliga Nordrhein, zur SG Ratingen 2011. Ab der Saison 2019/20 war Oelze Kapitän der SG Ratingen. Nachdem sich die SG Ratingen im Jahr 2021 aufgelöst hatte, geht er für den Nachfolgeverein interaktiv.Handball auf Torejegd. Dort beendete er nach der Saison 2023/24 seine Karriere.
Alexander Oelze trainierte ab dem Sommer 2024 gemeinsam mit Jens-Peter Reinarz den Regionalligisten HG Remscheid. Nachdem der Verein im Oktober 2024 seine Mannschaft vom Spielbetrieb zurückgezogen hatte, übernahmen die beiden im selben Monat den Drittligisten HSG Bergische Panther.

## Sonstiges
Alexander Oelze studierte Sport und Germanistik und ist neben seiner Handballkarriere an einer Hauptschule in Haan als Lehrer tätig. Er ist mit der Handballspielerin Ilka Held liiert und hat einen Sohn.